# Rudolf Hacke

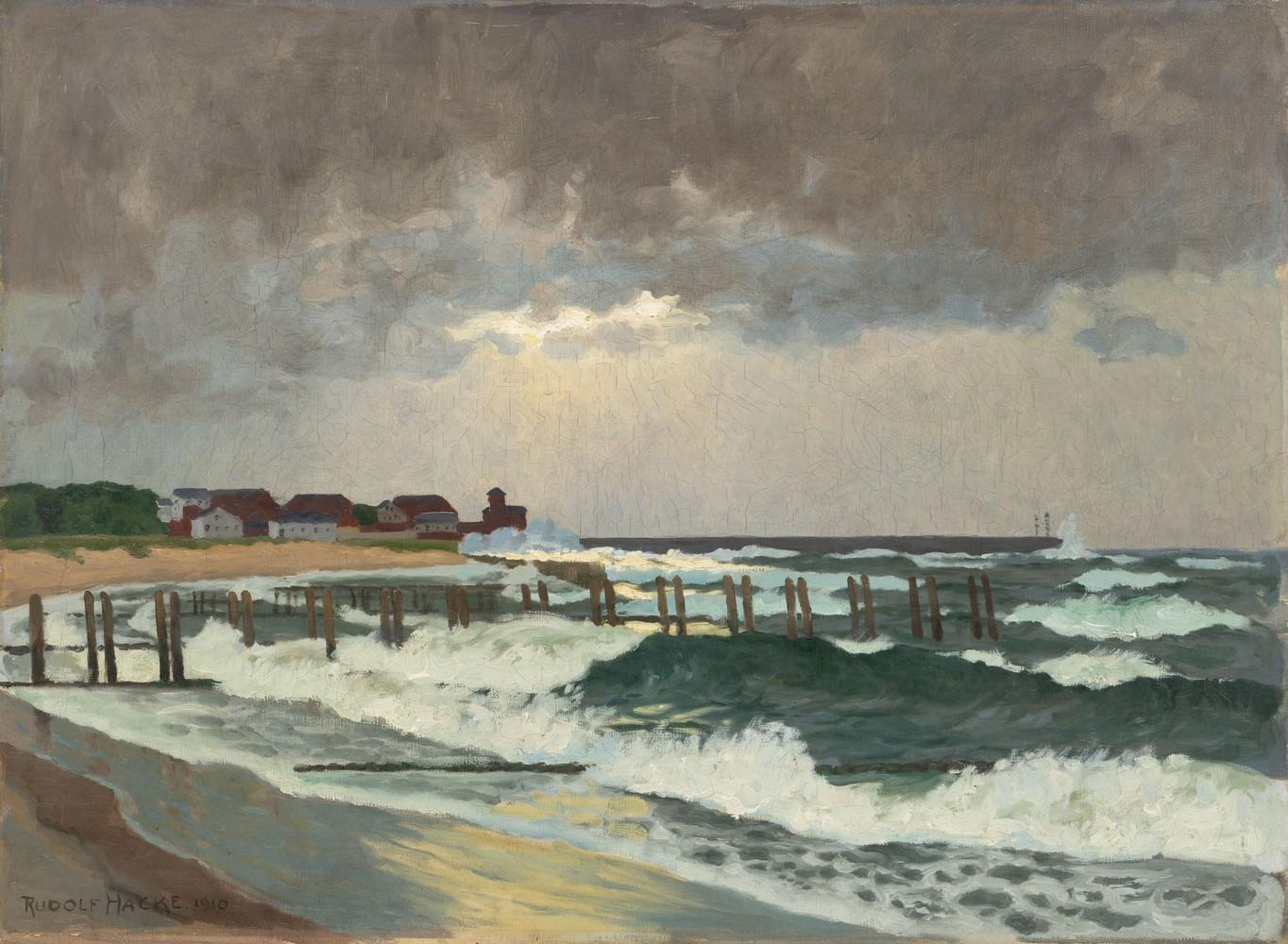
Ostseeküste im Sturm (1910); Öl auf Leinwand

Rudolf Hacke (* 24. Juli 1881 in Berlin; † 16. Februar 1953 in Stadtlohn, Münsterland) war ein deutscher Maler, Grafiker und Illustrator.

## Leben
Zunächst studierte er an der Kunstakademie Berlin, später an der Kunstakademie Dresden in der Meisterklasse bei Eugen Bracht. Nach dem Militärdienst nahm er das Studium in Berlin wieder auf und studierte bei Carl Saltzmann, Albert Hertel und Ulrich Hübner. Ab 1910 beteiligte er sich an Ausstellungen.
Im Jahr 1913 erschienen im Buch Die Mark Brandenburg in Farbenphotographie mit den gemeinsam mit dem Fotochemiker Julius Hollos geschaffenen Fotografien von Rudolf Hacke die frühesten Farbfotografien aus Berlin und der Mark Brandenburg.
Nach dem Ersten Weltkrieg ließ er sich in Niederschlesien nieder, zuerst in Alt Schönau, dann in Schönau an der Katzbach. Von 1920 bis zur Flucht im Jahr 1945 lebte er in Seitendorf (heute Mysłów). Dort besuchte ihn auch sein Freund, der Landschaftsmaler Otto Altenkirch.
Hacke unternahm Kunstreisen nach Italien, Finnland und Südtirol. Er malte Landschaften, Marineszenen sowie Porträts und Akte. Darüber hinaus schuf er eine Reihe von Kupferstichen. Er war Mitglied des „Künstlerbundes Schlesien“.